# Luigi Catenazzi
Luigi Catenazzi (* 24. Dezember 1783 in Morbio Inferiore; † 8. Oktober 1858 ebenda) war ein Schweizer Pädagoge und Mitglied des Tessiner Verfassungsrats.

## Leben
Luigi Catenazzi war der Sohn des Arztes Ambrogio Catenazzi und dessen Ehefrau Teresa, geb. Pizzagalli.
Nach einem Studium der Rechtswissenschaften wurde er Lehrer der italienischen Sprache und der Literatur am königlichen Ginnasio-Liceo von Como, dessen Vizedirektor er später wurde, bevor er Generaldirektor der Schulen Comos wurde.
Er war wissenschaftlich sehr interessiert und stand in freundschaftlicher Verbindung mit dem italienischen Dichter Giovanni Battista Giovio (1748–1840), dem Physiker Alessandro Volta, dem Dichter Ugo Foscolo und dem Schriftsteller Vincenzo Monti.
Seit September 1814 war er Mitglied des Tessiner Verfassungsrates und hielt dort im gleichen Jahre seine Rede zur Gewaltenteilung Discorso sopra la necessità di stabilire la separazione de' poteri nella Costituzione del cantone Ticino, die 1814 auch gedruckt erschien.
Luigi Catenazzi war verheiratet mit Marietta, geb. Gilardi.

### Schriftstellerisches Wirken
Luigi Catenazzi wurde bekannt als Verfasser von Elogen berühmter Comasker.
Er nahm zu seiner Zeit auch lebhaften Anteil an den politischen Ereignissen im Tessin und verfasste eine Schrift, die sich gegen die Radikalen richtete.

## Ehrungen
In Como wurde die Via Luigi Catenazzi nach ihm benannt.

## Schriften (Auswahl)
- Per gli imenei del signor cavaliere colonello e membro della Legion d’onore, Vittore di Vautre colla signora Francesca Antonietta Giovio. Tip. Dipartimentale di Carl’Antonio Ostinelli, Como 1810.
- Elogio di Paolo Gamba professore emerito e membro della società di scienze, belle lettere ed arti in Como. Nella Tipografia Dipartimentale di Carl’Antonio Ostinelli, Como [1811].
- Elogio di Francesco Soave membro dell’Istituto Nazionale e della Società Italiana delle scienze, professore dell’analisi delle idee nella Università di Pavia: orazione inaugurale degli studi per l’anno scolastico 1811-1812 detta nell’aula del Liceo dipa. C.A. Ostinelli, Como 1812.
- Discorso sopra la necessità di stabilire la separazione de’ poteri nella Costituzione del cantone TicinoI. 1814.
- Memoria intorno gli scritti ed il carattere del professore Ignazio Martignoni. Presso Pasquale Ostinelli, Como 1815, archive.org.
- Ignazio Martignoni; Luigi Catenazzi: Poesie e prose inedite. Presso Pasquale Ostinelli, Como 1818.
- Elogio del Conte Giambattista Giovio con alcune lettere sopra le falsità di fatto al capitolo como nell ̕Italia di lady Morgan. Como 1822.
- Del Bello e del sublime, del professore Ignazio Martignoni, con notizie sulle opere e sulla vita dell’ autore scritte dal professore Luigi Catenazzi. Presso i figli di C.A. Ostinelli, Como 1826.
- Cenni intorno gli studj, la vita ed il carattere dell’illustrissimo e reverendissimo monsignore Giambatista Castelnuovo vescovo di Como. C. Pietro Ostinelli, Como 1832.
- Notizie intorno la vita gli stuj ed il carattere del sacerdote Giuseppe Pagani, rettore del collegio Gallio. Dai Figli di Carlantonio Ostinelli, Stampatori Provinciali e Vescovili, Como 1835.
- Quadro politico del Cantone Ticino dal 1830 al 1855. Erschien anonym als Anhang in der 3. Auflage von Cesare Cantùs Storia della città e della diocesi di Como. F. Le Monnier, Firenze 1856.